# Joachim Karliczek
Joachim Karliczek (ur. 31 października 1914 w Katowicach, zm. 17 kwietnia 1993 w Ober-Ramstadt) – pływak, piłkarz wodny, lekarz, olimpijczyk z Berlina 1936 specjalizujący się w stylach dowolnym i grzbietowym.

Był synem Karola i Zofii Segieth. W latach 30 studiował stomatologię.
Karierę zawodniczą rozpoczął podczas studiów lekarskich w Berlinie, trenując w klubie EKS (Erster Katowitzer Swimmverein) Katowice. W 1929 został powołany na trójmecz Polska-Czechosłowacja-Jugosławia, a także na mecz z Belgią. Był mistrzem Polski w wyścigu na:
- 100 m stylem dowolnym (1932,1936)
- 200 m stylem dowolnym (1932,1934,1936,1937)
- 400 m stylem dowolnym (1932,1933,1934,1936,1937)
- 1500 m stylem dowolnym (1932,1933,1934,1935,1936,1937)
- 100 m stylem grzbietowym (1930 - 1937)
- 3 x 100 m stylem zmiennym (1933,1935)
- 4 x 200 m stylem dowolnym (1933-1936)

Był wielokrotnym rekordzistą Polski na 400 m, 1500 m stylem dowolnym, 100 m, 200 m stylem grzbietowym.

Na igrzyskach olimpijskich 1936 r. polska sztafeta 4 × 200 m stylem dowolnym została zdyskwalifikowana w eliminacjach (falstart Karliczka na ostatniej zmianie). Trenował także piłkę wodną zdobywając mistrzostwo w klubem EKS Katowice.
Podczas II wojny światowej został wcielony do armii niemieckiej. Po 1945 zamieszkał w Niemczech. W 1950 został uznany przez polskie władze za zdrajcę i wykreślony z list rekordzistów i mistrzów kraju.